# Bibliothèque universitaire de Clermont-Auvergne
La bibliothèque universitaire est un service commun de l'université Clermont Auvergne qui a vocation de conduire la politique documentaire sous tous ses volets pour l'ensemble du site UCA et de valoriser les collections et l'expertise d'UniVegE. 

## Historique

### Les aspects institutionnels

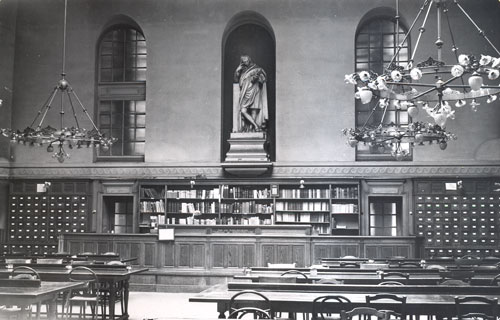
La salle de lecture originelle de la Bibliothèque Lafayette

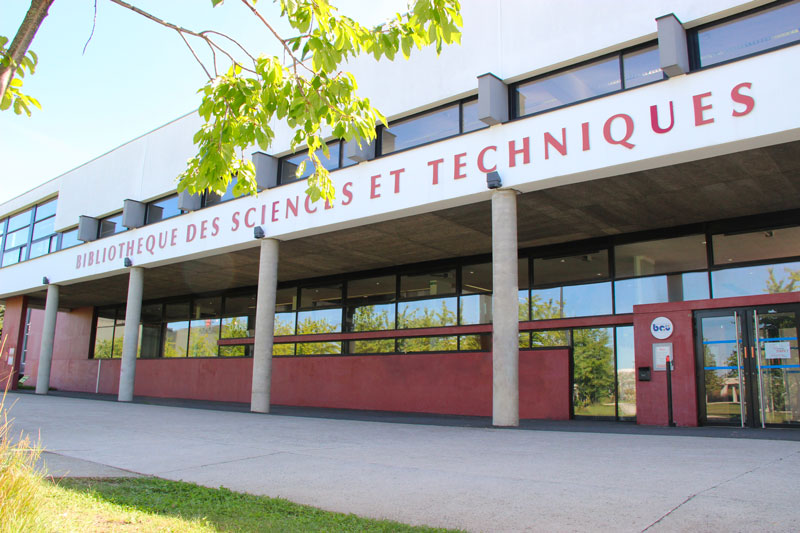
La Bibliothèque universitaire des Sciences, Campus des Cézeaux de l'UCA

La bibliothèque universitaire a véritablement été constituée comme telle en 1879. Elle a, par la suite, évolué institutionnellement pour une raison externe et pour une raison interne à l'université. D'un point de vue externe, la municipalité de Clermont et l'université ont conventionné en 1902 pour lier les deux réseaux. Cette originalité a perduré un siècle (jusqu'en 2006 et avec une révision en 1996). Pour autant, les budgets et la gestion des ressources humaines restaient distincts. D'un point de vue interne, si la bibliothèque n'a pas subi d'écartèlement lors de la scission universitaire de 1976, elle n'en est pas moins devenue logiquement un service interétablissement de coopération documentaire, rattaché entre 2011 et 2014 au pôle de recherche et d'enseignement supérieur Clermont Université, puis à l'association des établissements universitaires adossée à l'université Blaise-Pascal. La fusion entre l'université d'Auvergne et l'université Blaise-Pascal de 2017 en a fait un service commun qui a vocation à desservir l'ensemble du site universitaire. Enfin, depuis 2022, le service UniVegE est rattaché à la bibliothèque universitaire. 

### Le repli alsacien en Auvergne
Un aspect particulier de l'histoire de la bibliothèque municipale et universitaire concerne l'accueil pendant la Seconde Guerre mondiale des collègues et des collections de la bibliothèque nationale et universitaire de Strasbourg (BNUS). En septembre 1939 et conformément à un plan de repli voulu par l'État, la BNUS s'installe en Auvergne : la bibliothèque municipale et universitaire sert de pivot à l'opération, qui est l'occasion d'investir également divers lieux de stockage dans le Puy-de-Dôme, en particulier trois châteaux autour de Clermont-Ferrand : le château des Quayres, le château de Cordès et le château de Theix. La vie professionnelle a repris ses droits, dans ce contexte difficile. En prélude à la grande rafle du 25 novembre 1943, les services de répression nazis ont arrêté le 4 novembre, à la bibliothèque Lafayette, le bibliothécaire et résistant Serge Fischer, qui a subi la torture et la déportation. Une plaque a été posée dans le bâtiment en 2013, en mémoire de son action.  

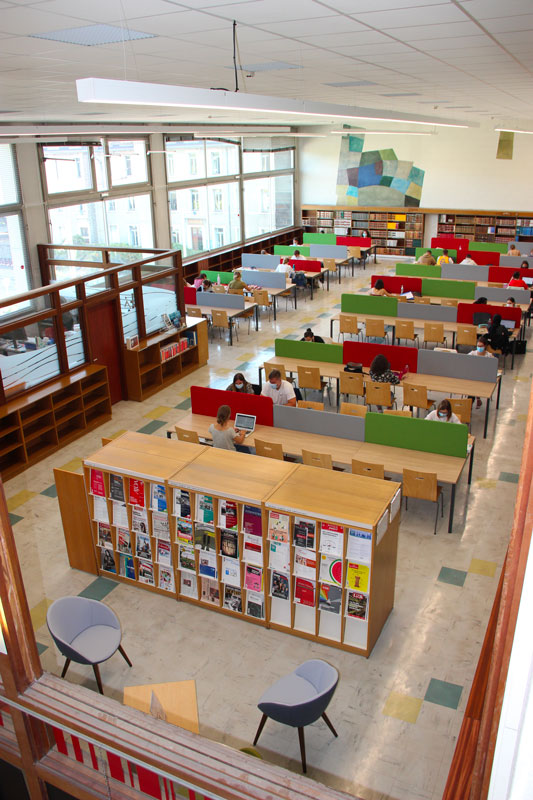
La Salle Domat de la Bibliothèque de Droit, Économie, Management

### La naissance des campus et des BU
Longtemps, le bâtiment du 1, boulevard Lafayette (doté d'une annexe un peu plus bas sur le boulevard) est resté unique. L'inauguration de 1905 a été l'occasion de célébrer sa modernité.   
"Elle compte quatre-vingts places équipées de chaises paillées ou cannées et de solides tables en bois peintes en noir. Très aérée, très spacieuse pour l'époque, cette salle est dominée par une statue de Blaise Pascal. Le jour y pénètre en abondance par la verrière qui, pourvue d'un large vélum, protège des rayons du soleil estival. Les soirs d'hiver, six lustres électriques avec lampes à incandescence projettent leurs bienveillants rayons lumineux sur les lecteurs et le personnel."  
Comme ailleurs, le modèle centralisé de la documentation a dû faire place au modèle réticulaire, avec la naissance des campus disciplinaires. Durant, les années 1960 et le début des années 1970, des BU ont été ouvertes soient dans des bâtiments en propre (cas de la BU Sciences et Technologies), soit au sein des ensembles immobiliers créés à Clermont-Ferrand. Au cours des décennies suivantes, notamment durant les années 1990 et 2000, la bibliothèque universitaire s'est implantée dans les autres départements auvergnats. En 2008, à la suite du rattachement de l'IUFM à l'université Blaise-Pascal, la bibliothèque universitaire a intégré la documentation pédagogique présente sur les différentes sites. Sur le campus de Vichy, c'est Vichy communauté qui gère l'équipement et les services, avec le soutien de la bibliothèque universitaire.  

### L'essor du numérique
À partir de 2008, la bibliothèque a décidé de constituer un véritable service, appelé bibliothèque numérique, pour gérer les acquisitions de bouquets, mettre en place une bibliothèque numérique de production et maîtriser réseaux, données et développements spécifiques. À compter de 2010, la science ouverte a représenté un nouvel axe de développement.  

### Les directrices et directeurs
- 1882-1888 Albert Maire
- 1889-1892 Monsieur Solon
- 1892-1899 Monsieur Balland
- 1899-1923 Jules Laude (congé à partir de 1919)
- 1919-1923 intérim d'Abel Dehaene
- 1923-1932 Octave Nicaud
- 1932-1963 Jean Le Chapelain
- 1963-1974 Marguerite-Marie Chevalier
- 1974-1993 Marie-Thérèse Sart
- 1993-2000 Raymond Bérard
- 2000-2001 intérim de Marie-Thérèse Jarrige
- 2001-2006 Livia Rapatel
- 2006-2011 intérim puis direction de Marie-Joseph Biache
- 2011-         Fabrice Boyer

## Projets et valorisation

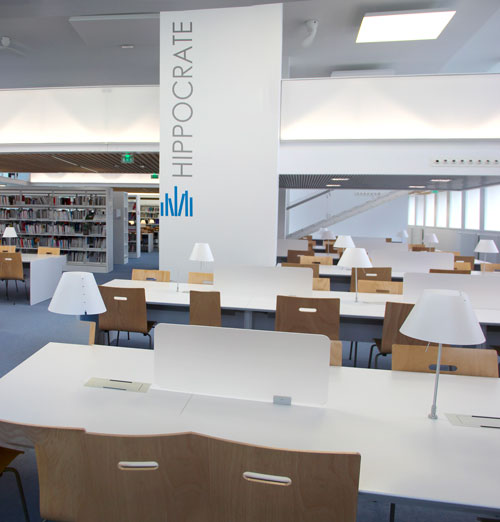
Bibliothèque de Santé, Campus Dunant de l'UCA

### Les horaires d'ouverture
Les horaires d'ouverture ont toujours été une préoccupation majeure des bibliothécaires. En 1919, Jules Laude décrivait le service comme suit :

« La bibliothèque est ouverte du 16 octobre au 1er août tous les jours de la semaine, sauf les dimanches et jours fériés, de 9 h à 11 h 30 du matin et de 2h30 à 6 h de l'après-midi, à l'exception du vendredi après-midi réservé au nettoyage. Du 16 octobre au 15 avril elle est, en outre, ouverte le soir de 8 h à 10h. Elle est fermée : 1° à l'occasion des fêtes du jour de l'an, pendant les vacances de l'Université ; 2° du dimanche des Rameaux à celui de Quasimodo ; 3° du 1er au 15 août. Du 16 août au 15 octobre, la Bibliothèque est ouverte les mardis et vendredis de chaque semaine de 9h à 11h30 du matin. »

Peu à peu, les bibliothèques ont réalisé des ouvertures sans pause méridienne ;  puis avec une extension continue des horaires d'ouverture en soirée ; enfin en travaillant sur une augmentation des ouvertures pendant les congés scolaires. En 2022, trois BU ont le label d'excellence NoctamBU décerné par le ministère de l'Enseignement supérieur, de la Recherche et de l'Innovation. Pendant la crise de la COVID, les BU sont restées ouvertes, en adaptant leur offre aux contraintes horaires et sanitaires.  
Pour répondre à la demande des étudiants et pour mettre en place un accueil inclusif, les bâtiments font l'objet de réaménagements réguliers, en tout ou partie.   

### Les autres axes de développement

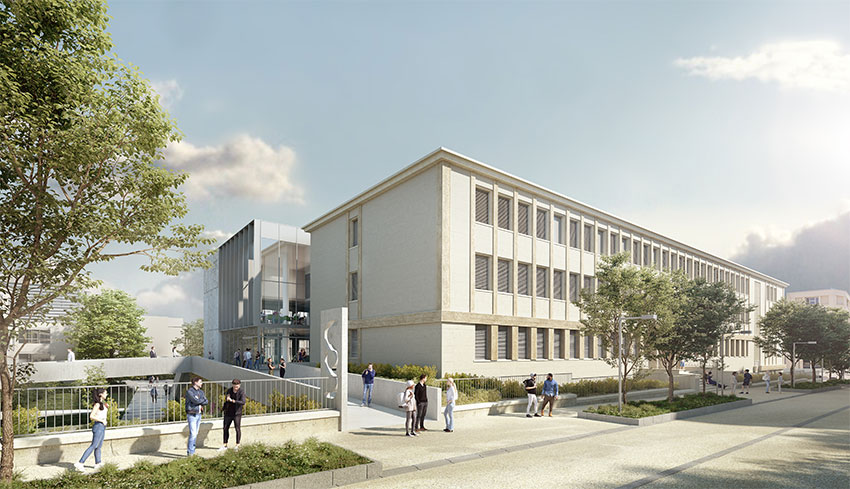
Vue du futur learning centre (bibliothèque universitaire).

Les principaux axes de développement de la bibliothèque universitaire relèvent du soutien à la pédagogie (ouverture d'un Learning centre à l'automne 2024, à Clermont-Ferrand, accent porté sur la formation), à la recherche (science ouverte) ; de la diffusion des savoirs notamment sur les projets Wikimédia et de la collaboration avec les réseaux de lecture territoriaux.